# Walter Kehrer
Walter Georg Kehrer (* 28. Dezember 1912 in Helenendorf/Kaukasus; † 3. Januar 1992 in Offenburg) war ein deutscher SS-Oberscharführer und Angehöriger des Einsatzkommandos 12 der Einsatzgruppe D. Er war Kompanieführer der „Kaukasier-Kompanie“, die aus Kollaborateuren von gefangenen Soldaten der Roten Armee gebildet wurde.

## Leben
Walter Kehrer war als erstes Kind der Eheleute Georg und Johanna Kehrer geboren. Seine Vorfahren waren im Jahre 1815 aus der Gegend von Reutlingen in den Kaukasus ausgewandert, wo sie sich in Helenendorf, einer deutschen Kolonie, ansiedelten. Sein Vater war Winzer und Teilhaber der Winzergenossenschaft Konkordia. In Helenendorf besuchte er die Volks- und Oberrealschule. Ende der zwanziger Jahre wurde sein Vater deportiert und Kehrer hatte die Schule zu verlassen. Er fasste zusammen mit zwei Schulkameraden den Entschluss, die Heimat zu verlassen und zu flüchten. Der erste Fluchtversuch im Dezember 1929 scheiterte, Grenzposten stellten ihn, und er kam für kurze Zeit in Haft. Mit Hilfe eines türkischen Führers überschritten sie im März 1930 unerkannt die Grenze und gelangten nach Täbris in Persien. Dort wurden Kehrer und seine Kameraden erneut – diesmal im Verdacht stehend, sowjetische Spione zu sein – verhaftet. Kehrer gelang es, aus der Haft heraus mit dem deutschen Konsul in Täbris Kontakt aufzunehmen, der die Freilassung der Inhaftierten erreichte. Mit deutschen Ausweispapieren versehen, reiste Kehrer nach Konstantinopel, wo sein Onkel als Mitinhaber einer deutsch-türkischen Weinbaugesellschaft lebte. Für kurze Zeit arbeitete Kehrer in der Weinkellerei und im Verkauf der Gesellschaft, um schließlich nach Deutschland, zu seinem Großonkel in Berlin, weiterzureisen. Im Mai 1930 kam er in Deutschland an, wo er auf Vermittlung seines Großonkels nacheinander eine Anstellung als Verwalter auf den Gütern des Barons von Weiler und des Reichsgrafen von und zu Kesselstatt in Oberemmel bei Trier erhielt.
Der Reiter-SA gehörte er seit dem 1. Oktober 1932 an. Zum 1. Dezember 1932 trat er der NSDAP bei (Mitgliedsnummer 1.414.487). Im Dezember 1932 wurde er zum Führer des SA-Reitersturms 6/152 in Oberemmel ernannt. Im Jahre 1935 meldete er sich freiwillig zum Reichsarbeitsdienst (RAD), wo er bis zum Jahr 1937 im Bereich der Be- und Entwässerung bei gleichzeitiger Berufsausbildung tätig sein sollte.
Schon vor dem genannten Truppführerlehrgang hatte die Gestapo in Wiesbaden Interesse an Kehrers russischen und türkischen Sprachkenntnissen gezeigt. Auf ihr Betreiben besuchte er Ende 1937/Anfang 1938 einen Schulungskurs auf der Grenzpolizeischule in Wittenberg, bei dem er insbesondere im Passwesen unterrichtet wurde. Danach wurde er zum Grenzpolizeiposten in Elbingen in Ostpreußen versetzt. Am 1. Juli 1938 wurde er Mitglied der SS.
Nach Kriegsbeginn am 1. September 1939 wurde er zum Grenzpolizeiposten nach Danzig versetzt. Im Juni 1941 erhielt Kehrer den Befehl, sich in Pretzsch beim Stab der Einsatzgruppe D zu melden. Dort wurde er als Dolmetscher im Range eines Oberscharführers übernommen.
Auf dem Marsch nach Rumänien wurde die Einsatzgruppe D in Einsatzkommandos unterteilt. Kehrer kam zum Einsatzkommando 12a, welches von SS-Obersturmführer Max Drexel geführt wurde. Nach dem Überfall auf die Sowjetunion wurde das Einsatzkommando 12a nach Dubossary verlegt, wo das Einsatzkommando 12a von Ende August 1941 bis Ende September 1941 fast alle jüdischen Einwohner der Stadt und Orte in der Nähe auslöschte. Am 12. September 1941 und an den folgenden Tagen fielen der Aktion etwa 2500 Menschen zum Opfer. Dabei spielte Kehrer eine aktive Rolle, da er Befehle zur Exekution weiterreichte und auch überwachte. In Dubossary wurden weitere 1000 jüdische Männer, Frauen und Kinder getötet, die aus den nahe gelegenen Orten Okna und Kotowsk stammten. Nach der Exekution war Kehrer noch für die Tötung von vier weiteren Menschen verantwortlich: Am Rande der Massenerschießung erschoss Kehrer eigenhändig mit seiner Pistole vier jüdische Mädchen im Alter von etwa 16 bis 18 Jahren.
Kehrer war im Frühjahr 1942 zum Stab der Einsatzgruppe D nach Simferopol versetzt worden. Danach übernahm er die Ausbildung der Angehörigen der Kaukasier-Kompanie, die sich aus Georgiern, Armeniern, Aserbaidschanern und Volksdeutschen zusammensetzte. Die Züge der Kompanie wurden entsprechend dieser kaukasischen Nationalitäten gebildet. Die Kompanie hatte in der Umgebung und beim Stab der Einsatzgruppe D Sicherungsaufgaben zu bewältigen. Zum Stab gehörte auch ein Gefängnis, dessen Häftlinge auch durch Dienste der Kompanie in Gaswagen umgebracht wurden. Von etwa Mai bis August 1942 dauerten diese Aktionen an. Kehrer beteiligte sich an mindestens drei Gaswagen-Aktionen, bei denen jeweils mindestens 20 Juden getötet wurden.
Im Sommer 1942 folgte die Einsatzgruppe D nach Woroschlowsk. Von hier aus operierten im gesamten Bereich des Nordkaukasus Gruppen der Kaukasier-Kompanie, so in Pjatigorsk, Budjonnowsk, Kislowodsk, Naltschik, Amarwir, Georgijewsk. Auch an ihren dortigen Standorten im Vorkaukasas beteiligte sich die Kaukasier-Kompanie an der Ermordung der einheimischen Juden. In Pjatigorsk wurden durch das Einsatzkommando 12 etwa 800–1000 Personen mit einem Gaswagen getötet.
Im Februar 1943 kam Kehrer mit seiner Kompanie in den Raum Melitopol. Kehrers Kompanie wurde hier im Rahmen der „Kampfgruppe Bierkamp“ zur Partisanenbekämpfung eingesetzt. Am 18. Mai 1943 wurde eine Fahrzeugkolonne der Kaukasier-Kompanie von Partisanen überfallen. Kehrer wurde schwer verwundet. Zunächst wurde er in einem Lazarett in Owrutsch, später in Heidenheim behandelt und erhielt danach noch einige Wochen Heimaturlaub.
Im Juni/Juli 1943 wurde die Kaukasier-Kompanie nach Lemberg verlegt, wo sie dem Kommandeur der Sicherheitspolizei und des SD (KdS) zur Verfügung stand. Da sich in der Umgebung große Zwangsarbeitslager befanden, wurden die Insassen exekutiert. Verantwortlich für die Auflösung der Lager war SS-Untersturmführer Friedrich Hildebrand. Am 10. Juli 1943 tötete die Hildebrands Kommando unterstellte Kaukasier-Kompanie 750 jüdische Häftlinge der Arbeitslager Kamionki I und II, die auf dem Gelände von Kamionki I versammelt worden waren. Zwei Tage später wurden 250 Insassen des Lagers Borki Wielki ermordet.  Nach der Liquidierung der Lager im Raum Tarnopol wurde die Kaukasier-Kompanie mit der Bekämpfung von Partisanen im Raum Iwano-Frankiwsk beauftragt.
Kurz nach der Verlegung nach Warschau kam es ab dem 1. August 1944 zu Kämpfen gegen die Widerstandsbewegung, die Warschau von den deutschen Truppen befreien wollte. Auch an der Niederschlagung der in Kellern versteckten Widerstandskämpfer beteiligte sich Kehrer. 30 Frauen und Kinder wurden aufgegriffen, die die Kaukasier-Kompanie in einen Gefängnishof trieb und dort tötete. Die Hinrichtung wurde von Kehrer geleitet.
Im Januar 1945 soll Kehrer sich in Stuttgart bei der Gestapo gemeldet haben. Dort verwies man ihn an die Dienststelle der Gestapo in Ulm, wo man ihm mitteilte, dass sich die Kaukasier-Kompanie nun in Laibach befinde. Er sei nach Laibach gefahren, habe die Kompanie dort jedoch nicht mehr angetroffen, da sie bereits nach Udine in Italien verlegt worden sei. Dort habe sie sich aufgelöst. Anfang Mai 1945 setzte sich Kehrer in Gerstetten ab, wo er bei Bauern Arbeit fand.

### Nach dem Krieg
Kehrer geriet nicht in Kriegsgefangenschaft und wurde entnazifiziert. Bis 1952 beteiligte er sich an einem Großhandelsgeschäft für Wohnungseinrichtungen in Stuttgart. Anschließend betätigte er sich im Süßwarengroßhandel, bis er sich schließlich 1958 im Großhandel mit Lastwagen der schwedischen Firma Volvo selbständig machte.
Kehrer wurde erstmals am 24. Juli 1970 auf Grund eines Haftbefehls des Amtsgerichts München in Untersuchungshaft genommen, jedoch nach Außervollzugsetzung des Haftbefehls durch das Oberlandesgericht München am 18. September 1970 wieder entlassen. Am 18. Juli 1972 erließ das Amtsgericht München einen weiteren Haftbefehl, auf Grund dessen Kehrer am 27. Juli 1972 erneut festgenommen wurde. Nach Außervollzugsetzung dieses Haftbefehls durch Beschluss des Amtsgerichts München wurde Kehrer am 7. August 1972 auf freien Fuß gesetzt.
Am 15. November 1974 wurde Kehrer vom Landgericht München I wegen gemeinschaftlicher Beihilfe an gemeinschaftlich begangenen Verbrechen zu vier Jahren Freiheitsstrafe verurteilt. Ihm wurde Strafaufschub bis zum 1. Mai 1976 gewährt, dann bis zum 1. Dezember 1977, dann bis zum 30. Juni 1979. Am 15. August 1979 trat er seine Haftstrafe in der Justizvollzugsanstalt Bruchsal an. Am 27. Juli 1981 wurde er aufgrund eines Beschlusses des Landgericht Stuttgart entlassen. Kehrer wurde am 15. September 1989 letztmals zu den Tatvorwürfen gegen ihn und die Kaukasier-Kompanie vernommen.
In einem Verfahren in der Sowjetunion wurde Kehrer in Abwesenheit zum Tode verurteilt. Kehrer wurde im Braunbuch der DDR des SED-Funktionärs Norbert Podewin als Führer der Sonderkommandos 10a namentlich aufgeführt.